# Don Slocum
Donald Jay Slocum, detto Don (11 giugno 1928 – 8 gennaio 1997), è stato un cestista statunitense.

## Carriera
Dopo la carriera universitaria alla Oklahoma City University, giocò nella AAU con i Denver Chevrolets.
Con gli Stati Uniti ha disputato il Campionato del mondo del 1950, vincendo la medaglia d'argento.